# Kerk van Janum
De kerk van Janum is een kerkgebouw in het dorp Janum in de gemeente Nordeast-Fryslân in de Nederlandse provincie Friesland. Het kerkgebouw is sinds 1989 een rijksmonument.

## Beschrijving
De eenbeukige kerk van rode baksteen uit de 13e eeuw staat op een terp in het beschermd dorpsgezicht Janum. Het iets smallere chevet (begin 13e eeuw) is uitwendig zevenzijdig en inwendig halfrond gesloten uitgevoerd met colonnetten. Het schip dateert gezien de rondboogvensters met romanogotische kraalprofielen uit eind 13e eeuw. In de 16e eeuw is de kap vernieuwd, waarbij de oorspronkelijke koepelgewelven zijn gesloopt. De kerk kreeg aan de westgevel een hangende klokkenstoel vergelijkbaar met de Sint-Vituskerk in Wetsens. De klok dateert uit 1489. 
Wellicht heeft de kerk toebehoord aan het klooster Klaarkamp in Rinsumageest. In 1944-1947 is een restauratie uitgevoerd naar plannen van architect J.J.M. Vegter. 
Sinds 1947 is de kerk een uithof van het Fries Museum. Het enige Friese romaanse zandstenen doopvont, hier aanwezig, is afkomstig uit de kerk van Jellum. Op het kerkhof bevindt zich een sarcofaag van zandsteen.

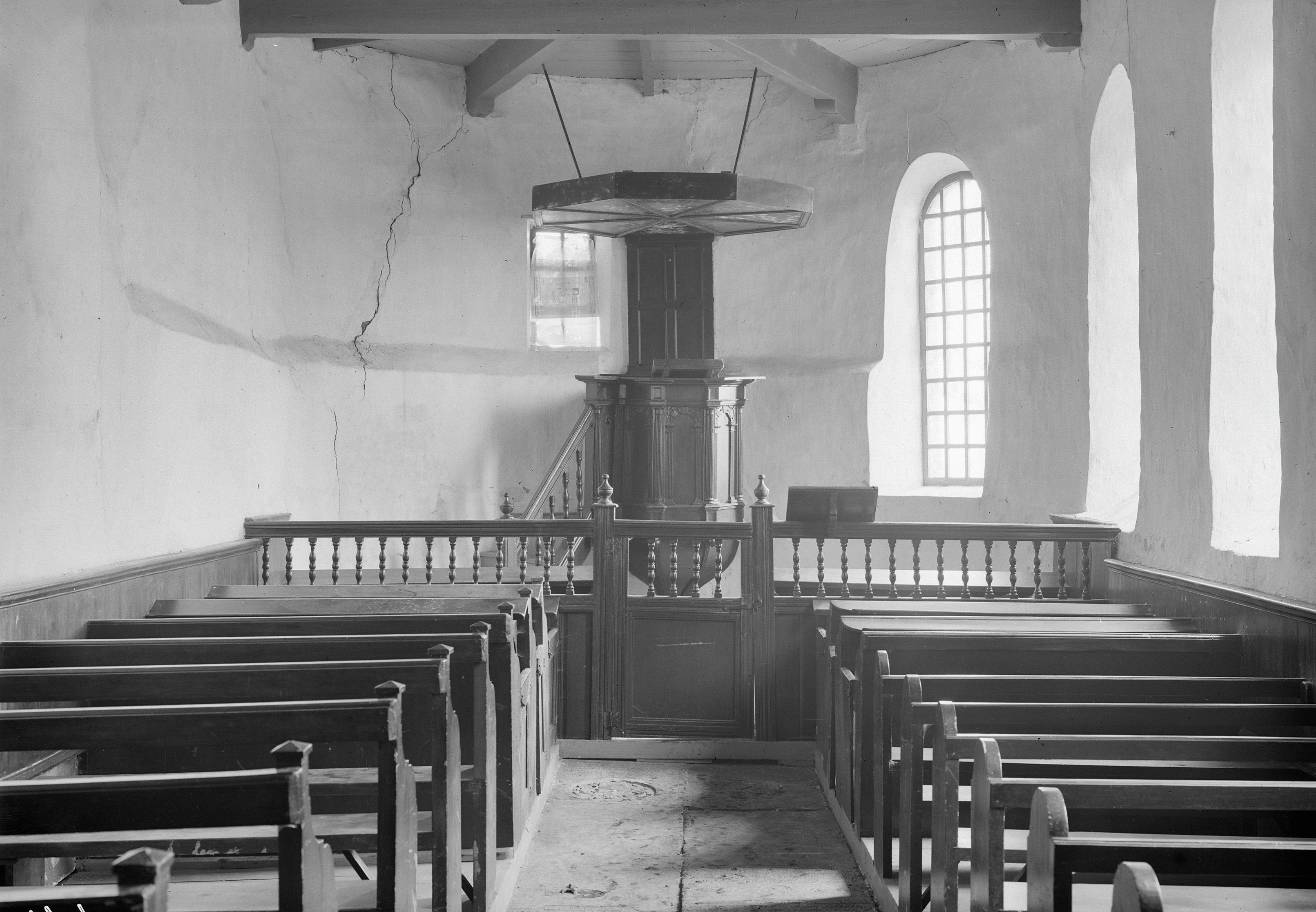
Interieur naar het oosten in 1937
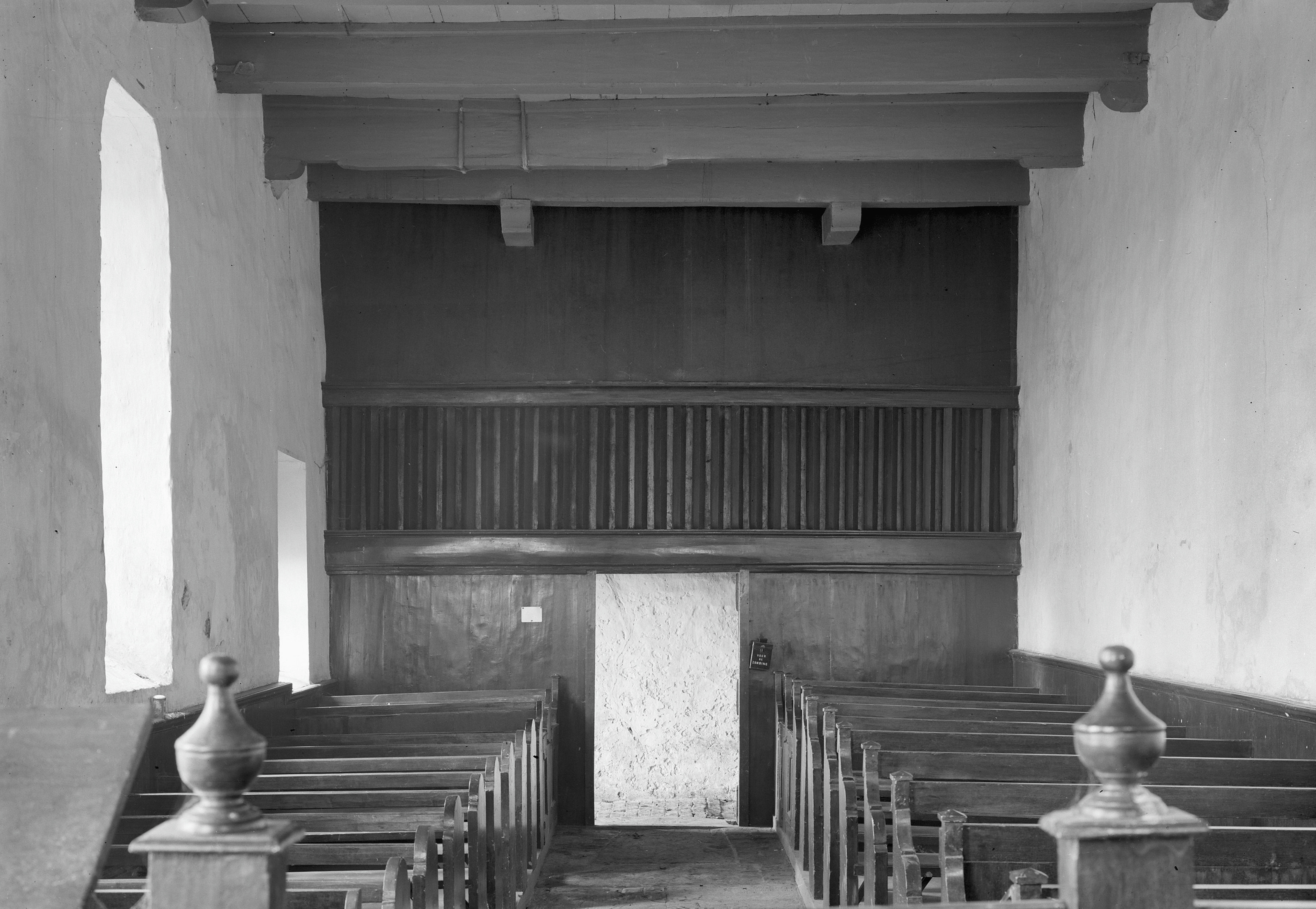
Interieur naar het westen in 1937
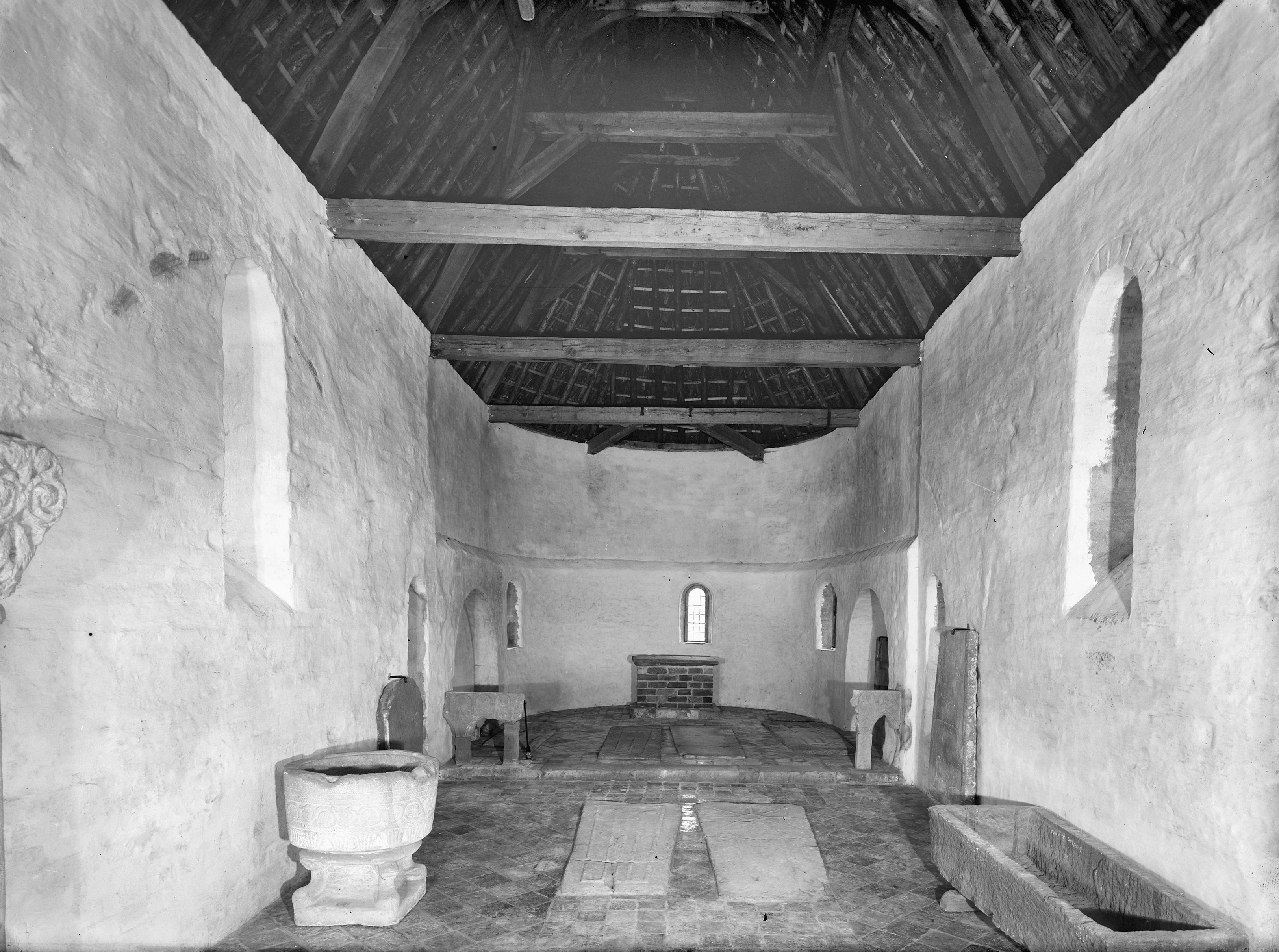
Inrichting in 1946 na de restauratie